# U-407 (tàu ngầm Đức)
U-407 là một tàu ngầm tấn công  Lớp Type VII thuộc phân lớp Type VIIC được Hải quân Đức Quốc Xã chế tạo trong Chiến tranh Thế giới thứ hai. Nhập biên chế năm 1941, nó dành hầu hết quãng đời phục vụ để hoạt động tại khu vực Địa Trung Hải, thực hiện được mười hai chuyến tuần tra, đánh chìm hay gây tổn thất toàn bộ cho bốn tàu buôn với tổng tải trọng 34.068 GRT, đồng thời gây hư hại cho một tàu buôn tải trọng 6.207 GRT và hai tàu chiến tải trọng 17.900 tấn. Trong chuyến tuần tra cuối cùng, U-407 bị cảc tàu khu trục HMS Troubridge, HMS Terpsichore và ORP Garland đánh chìm ở vị trí về phía Nam đảo Milos, Hy Lạp vào ngày 19 tháng 9, 1944.

## Thiết kế và chế tạo

### Thiết kế

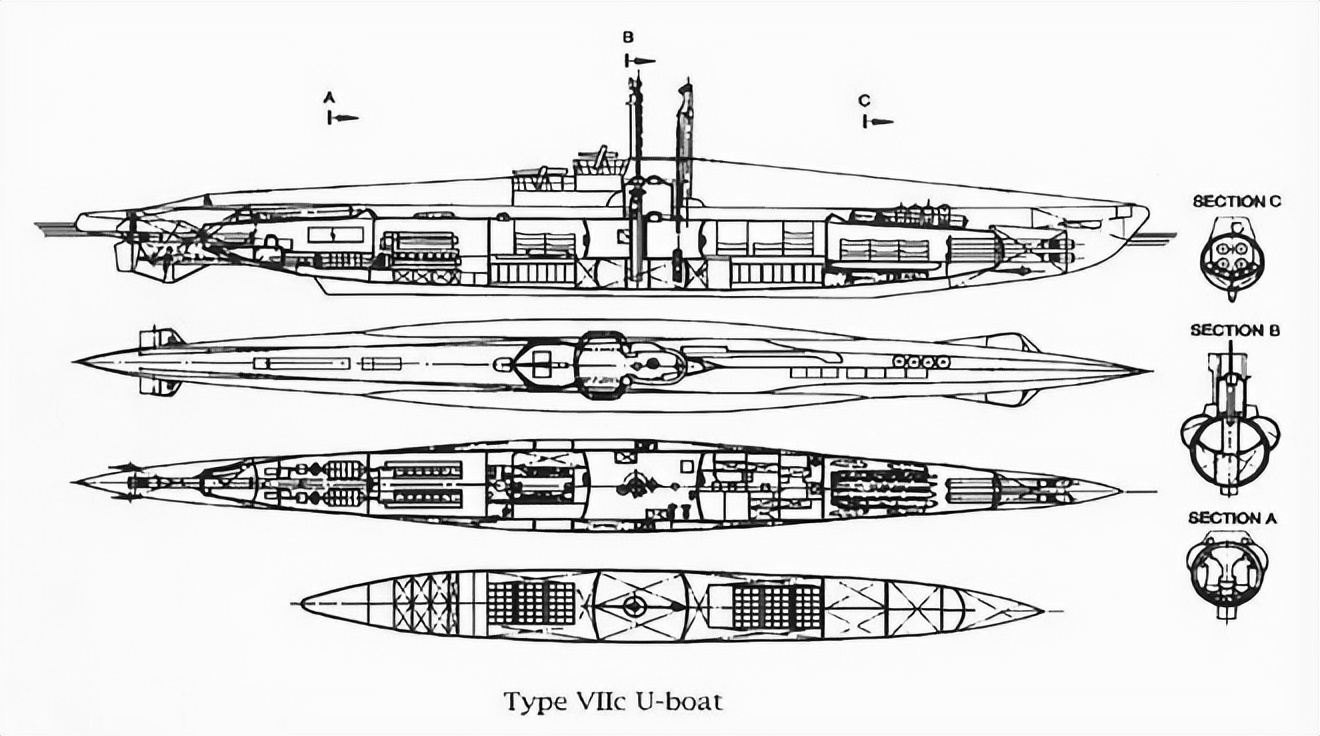
Sơ đồ các mặt cắt một tàu ngầm Type VIIC

Phân lớp VIIC của Tàu ngầm Type VII là một phiên bản VIIB được kéo dài thêm. Chúng có trọng lượng choán nước 769 t (757 tấn Anh) khi nổi và 871 t (857 tấn Anh) khi lặn). Con tàu có chiều dài chung 67,10 m (220 ft 2 in), lớp vỏ trong chịu áp lực dài 50,50 m (165 ft 8 in), mạn tàu rộng 6,20 m (20 ft 4 in), chiều cao 9,60 m (31 ft 6 in) và mớn nước 4,74 m (15 ft 7 in).
Chúng trang bị hai động cơ diesel Germaniawerft F46 siêu tăng áp 6-xy lanh 4 thì, tổng công suất 2.800–3.200 PS (2.100–2.400 kW; 2.800–3.200 bhp), dẫn động hai trục chân vịt đường kính 1,23 m (4,0 ft), cho phép đạt tốc độ tối đa 17,7 kn (32,8 km/h), và tầm hoạt động tối đa 8.500 nmi (15.700 km) khi đi tốc độ đường trường 10 kn (19 km/h). Khi đi ngầm dưới nước, chúng sử dụng hai động cơ/máy phát điện Garbe, Lahmeyer & Co. RP 137/c  tổng công suất 750 PS (550 kW; 740 shp). Tốc độ tối đa khi lặn là 7,6 kn (14,1 km/h), và tầm hoạt động 80 nmi (150 km) ở tốc độ 4 kn (7,4 km/h). Con tàu có khả năng lặn sâu đến 230 m (750 ft).
Vũ khí trang bị có năm ống phóng ngư lôi 53,3 cm (21 in), bao gồm bốn ống trước mũi và một ống phía đuôi, và mang theo tổng cộng 14 quả ngư lôi, hoặc tối đa 22 quả thủy lôi TMA, hoặc 33 quả TMB. Tàu ngầm Type VIIC bố trí một hải pháo 8,8 cm SK C/35 cùng một pháo phòng không 2 cm (0,79 in) trên boong tàu. Thủy thủ đoàn bao gồm 4 sĩ quan và 40-56 thủy thủ.

### Chế tạo
U-407 được đặt hàng vào ngày 16 tháng 10, 1939, và được đặt lườn tại xưởng tàu Danziger Werft ở Danzig (nay là Gdańsk thuộc Ba Lan) vào ngày 12 tháng 9, 1940. Nó được hạ thủy vào ngày 16 tháng 8, 1941, và nhập biên chế cùng Hải quân Đức Quốc Xã vào ngày 18 tháng 12, 1941 dưới quyền chỉ huy của Hạm trưởng, Trung úy Hải quân Ernst-Ulrich Brüller.

## Lịch sử hoạt động

### 1942
Sau khi hoàn tất việc huấn luyện trong thành phẩn Chi hạm đội U-boat 5, U-407 được điều động sang Chi hạm đội U-boat 9 từ ngày 1 tháng 9, 1942 để hoạt động trên tuyến đầu.

#### Chuyến tuần tra thứ nhất
U-407 xuất phát từ cảng Kiel, Đức vào ngày 15 tháng 8, 1942 cho chuyến tuần tra đầu tiên trong chiến tranh. Nó băng qua khe GIUK giữa quần đảo Faroe và Iceland để vòng qua quần đảo Anh, và hoạt động tại khu vực giữa Bắc Đại Tây Dương. Nó không đánh chìm được mục tiêu nào, và kết thúc chuyến tuần tra khi quay về cảng Brest bên bờ Đại Tây Dương của Pháp đã bị Đức chiếm đóng, đến nơi vào ngày 9 tháng 10.

#### Chuyến tuần tra thứ hai
Khởi hành từ Brest vào ngày 2 tháng 11 cho chuyến tuần tra thứ hai, U-407 có nhiệm vụ chuyển sang hoạt động trong vùng biển Địa Trung Hải. Sau khi thành công trong việc vượt qua eo biển Gibraltar được lực lượng Đồng Minh phòng thủ nghiêm ngặt vào ngày 9 tháng 11, nó tiếp tục hoạt động dọc theo bờ biển Bắc Phi. Chỉ hai ngày sau đó, 11 tháng 11, nó đã phóng ngư lôi đánh chìm chiếc tàu biển chở hành khách RMS Viceroy of India 19.627 GRT, được sử dụng như tàu chở quân và đang trên đường quay trở về sau khi đã đổ quân trong Chiến dịch Torch, ở vị trí khoảng 34 nmi (63 km) về phía Tây Bắc Oran, Algérie. U-407 kết thúc chuyến tuần tra tại cảng Pola, Ý (nay là Pula thuộc Croatia) vào ngày 26 tháng 11, và chính thức được điều động sang Chi hạm đội U-boat 29 từ ngày 1 tháng 12 để hoạt động tại khu vực Địa Trung Hải.

### 1943

#### Chuyến tuần tra thứ ba và thứ tư
U-407 rời Pola vào ngày 17 tháng 1 cho chuyến tuần tra thứ ba để hoạt động dọc theo bờ biển Bắc Phi ngoài khơi Algérie, và khi kết thúc đã đi đến cảng La Spezia, Ý vào ngày 26 tháng 2.
Từ đây nó lại có chuyến tuần tra tiếp theo từ ngày 21 tháng 4 để tiếp tục hoạt động dọc theo bờ biển Bắc Phi, với một chặng dừng khi ghé đến cảng Naples, Ý từ ngày 8 đến ngày 12 tháng 5, và kết thúc chuyến tuần tra tại cảng Toulon, Pháp vào ngày 28 tháng 5.

#### Chuyến tuần tra thứ năm
U-407 xuất phát từ cảng Toulon vào ngày 7 tháng 7 cho chuyến tuần tra thứ năm để chuyển sang hoạt động tại khu vực Đông Địa Trung Hải. Trên đường đi vào ngày 23 tháng 7, nó phóng một loạt hai quả ngư lôi tấn công một hải đội hai tàu tuần dương và bốn tàu khu trục ở vị trí ngoài khơi Siracusa, Sicilia lúc 13 giờ 37 phút. Một quả ngư lôi trúng đích đã phá hủy bánh lái của tàu tuần dương hạng nhẹ Anh HMS Newfoundland (8.800 tấn), nhưng chiếc tàu tuần dương xoay sở đi đến Malta để được sửa chữa khẩn cấp trước khi đi sang Boston, Hoa Kỳ để sửa chữa toàn diện.
Có nguồn cho rằng Newfoundland bị hư hại bởi tàu ngầm Ý Ascianghi, nhưng nhiều khả năng Ascianghi đã tấn công tàu khu trục HMS Laforey trước khi bị đổi thủ phản công và đánh chìm ở vị trí khoảng 10 nmi (19 km) ngoài khơi Augusta, Sicilia. U-407 kết thúc chuyến tuần tra tại đảo Salamis, Hy Lạp vào ngày 30 tháng 7.

#### Chuyến tuần tra thứ sáu và thứ bảy
Rời Salamis vào ngày 17 tháng 8 cho chuyến tuần tra thứ sáu, U-407 hoạt động tại khu vực Đông Địa Trung Hải dọc bờ biển Ai Cập và Palestine cho đến ngày 8 tháng 9, khi nó quay trở lại Pola.
Sau đó chiếc U-boat có một chuyến tuần tra ngắn trong biển Adriatic chỉ trong bốn ngày, từ ngày 9 tháng 9 đến ngày 12 tháng 9.

#### Chuyến tuần tra thứ tám
Trong chuyến tuần tra thứ tám, cùng xuất phát và kết thúc tại Pola, và kéo dài từ ngày 11 tháng 11 đến ngày 12 tháng 12, U-407 đã hoạt động tại vùng biển ngoài khơi Libya. Vào ngày 28 tháng 11, nó phóng ngư lôi tấn công tàu tuần dương hạng nhẹ HMS Birmingham (9.100 tấn) ở vị trí ngoài khơi Cyrenaica, Libya, khiến con tàu Anh bị hư hại nặng. Tuy nhiên Birmingham đã cố đi đến được Alexandria, Ai Cập, nơi nó được sửa chữa tạm thời, trước khi được sửa chữa triệt để tại Hoa Kỳ trong năm 1944.

### 1944

#### Chuyến tuần tra thứ chín
U-407 xuất phát từ Pola vào ngày 29 tháng 1, 1944 cho chuyến tuần tra thứ chín, và đã đi sang khu vực Đông Địa Trung Hải để hoạt động ngoài khơi Palestine và Liban. Tại đây vào ngày 27 tháng 2, nó đã đánh chìm thuyền buồm Ai Cập Rod el Farag 55 GRT bằng hải pháo ngoài khơi Beirut, rồi chỉ hai ngày sau đó đã phóng ngư lôi tấn công và gây hư hại cho chiếc tàu chở dầu Anh Ensis 6.207 GRT  Chiếc U-boat kết thúc chuyến tuần tra tại Salamis vào ngày 12 tháng 3.

#### Chuyến tuần tra thứ mười và mười một
U-407 xuất phát từ Salamis vào ngày 13 tháng 4 cho chuyến tuần tra thứ mười, và đã hoạt động tại vùng biển ngoài khơi Libya. Vào ngày 16 tháng 4, nó đã tấn công Đoàn tàu UGS-37 ở vị trí khoảng 17 nmi (31 km) ngoài khơi Darnah, Libya, và đánh chìm được chiếc tàu buôn Anh Meyer London 7.210 GRT, đồng thời gây tổn thất toàn bộ cho tàu Liberty Hoa Kỳ Thomas G. Masaryk 7.176 GRT. Chiếc tàu ngầm quay trở về Salamis vào ngày 10 tháng 5.
Từ căn cứ tại đảo Salamis, chiếc U-boat lại có chuyến tuần tra tiếp theo, diễn ra từ ngày 21 tháng 8 đến ngày 4 tháng 9, để tiếp tục hoạt động tại vùng biển ngoài khơi Libya.

#### Chuyến tuần tra thứ mười hai – Bị mất
U-407 khởi hành từ Salamis vào ngày 9 tháng 9 cho chuyến tuần tra thứ mười hai, cũng là chuyến cuối cùng, để hoạt động trong vùng biển Aegea. Đến ngày 19 tháng 9, chiếc U-boat bị đánh chìm ở vị trí về phía Nam đảo Milos, Hy Lạp, tại tọa độ 36°27′B 24°33′Đ / 36,45°B 24,55°Đ, bởi mìn sâu thả từ các tàu khu trục Hải quân Hoàng gia Anh HMS Troubridge và HMS Terpsichore cùng tàu khu trục Hải quân Ba Lan ORP Garland. Năm thành viên thủy thủ đoàn của U-407 đã tử trận, và có 48 người sống sót được cứu vớt và bị bắt làm tù binh chiến tranh.

### "Bầy sói" tham gia
U-407 từng tham gia bốn bầy sói:
- Vorwärts (25 tháng 8 – 26 tháng 9, 1942)
- Tiger (26 – 28 tháng 9, 1942)
- Delphin (4 – 10 tháng 11, 1942)
- Wal (10 – 15 tháng 11, 1942)

### Tóm tắt chiến công
U-407 đã đánh chìm hay gây tổn thất toàn bộ cho bốn tàu buôn với tổng tải trọng 34.068 GRT, đồng thời gây hư hại cho một tàu buôn tải trọng 6.207 GRT và hai tàu chiến tải trọng 17.900 tấn:
| Ngày              | Tên tàu           | Quốc tịch              | Tải trọng | Số phận          |
| ----------------- | ----------------- | ---------------------- | --------- | ---------------- |
| 11 tháng 11, 1942 | Viceroy of India  | United Kingdom         | 19.627    | Bị đánh chìm     |
| 23 tháng 7, 1943  | HMS Newfoundland  | Hải quân Hoàng gia Anh | 8.800     | Bị hư hại        |
| 28 tháng 11, 1943 | HMS Birmingham    | Hải quân Hoàng gia Anh | 9.100     | Bị hư hại        |
| 27 tháng 2, 1944  | Rod el Farag      | Egypt                  | 55        | Bị đánh chìm     |
| 29 tháng 2, 1944  | Ensis             | United Kingdom         | 6.207     | Bị hư hại        |
| 16 tháng 4, 1944  | Meyer London      | United States          | 7.210     | Bị đánh chìm     |
| 16 tháng 4, 1944  | Thomas G. Masaryk | United States          | 7.176     | Tổn thất toàn bộ |